# Gobierno interino de Tailandia bajo control militar

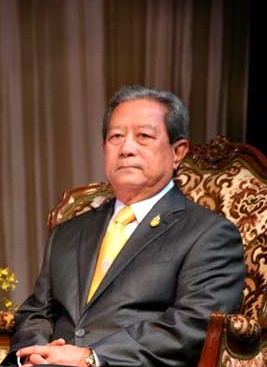
Surayud Chulanont durante una visita del primer ministro de Bután el 26 de noviembre de 2007.

El Gobierno interino de Tailandia bajo control militar se constituyó formalmente como gobierno civil el 1 de octubre de 2006 cuando la Junta militar, que tras el golpe de Estado de septiembre de ese mismo año había derrocado al primer ministro Thaksin Shinawatra, nombró al general Surayud Chulanont primer ministro con el reconocimiento del rey Bhumibol Adulyadej.
Tras un proceso de depuración política y militar, el dictamen de una Constitución provisional que anuló de facto la vigente, la constitución de una Asamblea elegida por la Junta para la elaboración de una norma fundamental definitiva y que fue la Constitución aprobada en referéndum en agosto de 2007 y la celebración de elecciones generales ese mismo año, el 28 de enero de 2008 tomó posesión como primer ministro Samak Sundaravej, líder del nuevo Partido del Poder del Pueblo y vinculado políticamente al depuesto Thaksin Shinawatra.

## Golpe de Estado

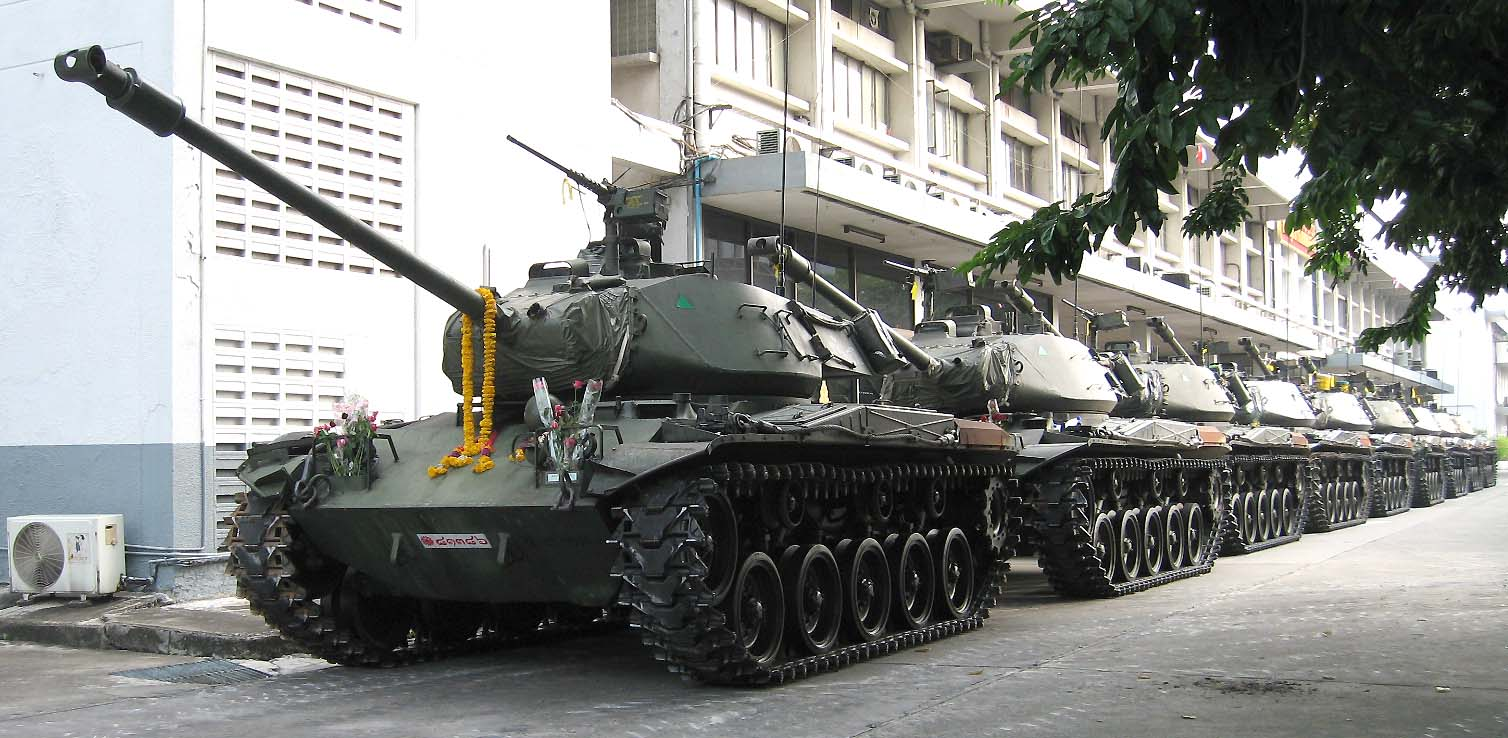
Vehículos blindados en los alrededores del Ministerio de Defensa en Bangkok durante el golpe de Estado.

### Antecedentes del golpe
A principios de 2006, supuestamente a través de una empresa interpuesta con domicilio fiscal en las Islas Vírgenes Británicas, la familia de Thaksin Shinawatra vendió la mitad de las acciones de Shin Corporation, cuyos bienes eran en su mayoría inmuebles, a una empresa pública de Singapur. La venta se realizó a través de testaferros, pues la ley tailandesa no permitía una enajenación como ésta a empresas extranjeras. Además, la declaración de la venta no mostró ganancias de capital por lo que se obtuvieron beneficios fiscales de la enajenación. Al conocerse poco después los hechos, se sucedieron las protestas. Shinawatra convocó entonces elecciones para el 8 de mayo y la oposición las boicoteó al considerar que trataba de ganarlas para dar validez como gobierno a las operaciones financieras realizadas. El Tribunal Constitucional de Tailandia anuló las elecciones y sus resultados, ordenando una nueva convocatoria para otoño.

### El golpe de Estado
El 19 de septiembre de 2006, unidades militares del Real Ejército Tailandés dieron un golpe de Estado durante la ausencia del primer ministro, Thaksin Shinawatra. No hubo resistencia por parte de otras unidades del ejército. La junta militar quedó encabezada por el general Sonthi Boonyaratglin, quien en las primeras decisiones derogó la Constitución, disolvió la Asamblea Nacional y la Corte Constitucional, prohibió las actividades de los partidos políticos, instauró la ley marcial y decretó la censura de prensa.
Los golpistas declararon su lealtad al Rey Bhumibol Adulyadej y crearon un Consejo para la Reforma Democrática bajo la Monarquía Constitucional que asumió todos los poderes y que fue oficialmente reconocido por el monarca cuatro días después como un gobierno provisional. El golpe de Estado fue condenado por la mayor parte de la comunidad internacional.

## Gobierno del Consejo para la Reforma Democrática
El nuevo gobierno provisional fue presidido por el general Sonthi Boonyaratglin como presidente del autodenominado Consejo para la Reforma Democrática bajo la Monarquía Constitucional (CRD).
Además de la abolición de la Constitución de 1997, la prohibición de los derechos políticos y del ejercicio del derecho de manifestación, el establecimiento de la censura de prensa y la disolución del Parlamento y la Corte Constitucional, el nuevo gobierno anunció el propósito de redactar una nueva constitución que eliminase los vacíos legales, lo que, a su juicio, era imprescindible para que los futuros gobernantes fueran más responsables. En la misma línea, anunció la creación de un comité especial anticorrupción, formado por nueve miembros, que investigaría los posibles delitos financieros del anterior primer ministro, Thaksin.
El nombramiento por el rey y la composición del Consejo para la Reforma Democrática en calidad de gobierno interino fue transmitido por todos los medios de comunicación del país al tiempo que se ofrecía la imagen del general Sonthi y el resto de los integrantes de la junta militar postrándose ante un retrato del monarca.

### Acuerdos de gestión pública
De modo provisional, la Junta militar acordó aprobar el nombramiento del senador Kraisak Choonhavan para ejercer las funciones de ministro de Asuntos Exteriores, aunque sin formar parte del Consejo. Choonhavan manifestó al principio sus dudas respecto al nombramiento debido a la oposición de la comunidad internacional al golpe de Estado, pero finalmente aceptó.
La junta otorgó plenos poderes al general Kowit Wattana, miembro de la misma, sobre todo el Cuerpo Superior de Policía, siendo nombrado Jefe de la Comisión Nacional de Policía que debía ser remodelada en el plazo de un año.
Pridiyathorn Devakula, presidente del Banco de Tailandia, fue nombrado presidente de la Junta Asesora de Economía a disposición del Consejo militar. Junto a él se incorporaron a la Junta Asesora el presidente ejecutivo del Bangkok Bank, Kosit Panpiemras, Jada Wattanasiritham del Banco Comercial de Siam, los economistas Ammar Siamwalla y Pasuk Phongpaichit, y el empresario Santi Vilassakdanont.
La última decisión del Consejo para la Reforma Democrática tomada el 1 de octubre, además de la aprobación de la Constitución interina y el nombramiento del primer ministro, fue la liberación de los tres ministros del gobierno depuesto que habían sido arrestados durante el golpe de Estado, así como la del Secretario General de la Oficina del anterior primer ministro: Chitchai Wannasathit, Newin Chidchob, Yongyuth Tipairat y el secretario de la oficina de Thaksin, Prommin Lertsuridej.

### Investigación por corrupción y fraude

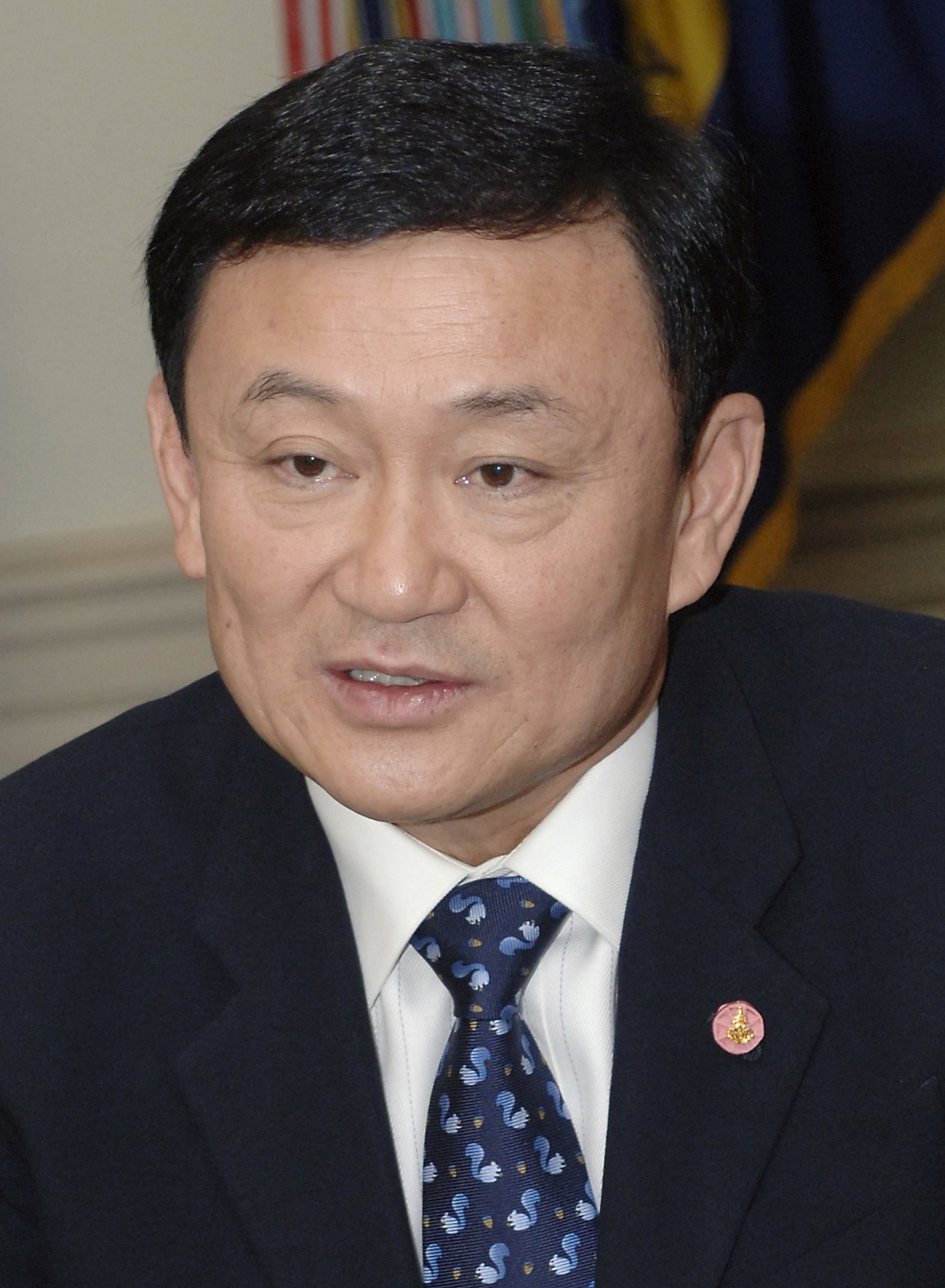
El depuesto Thaksin Shinawatra investigado por el Tribunal Supremo, la Comisión Anticorrupción y el Comité Auditor de Cuentas por la posible comisión de varios delitos.

La decisión más significativa fue iniciar el proceso de investigación por posible corrupción del anterior primer ministro. El jefe de la recién nombrada Comisión Contra la Corrupción Nacional, Parnthep Klanarongran, manifestó que «cualquier grave daño que haya sido cometido contra el país deberá ser investigado. Si alguien cometió un delito, deberá ser juzgado». Otras fuentes cercanas a la Junta señalaron:

Hay pruebas suficientes para creer que [los miembros del anterior gobierno] abusaron de su poder para cosechar ventajas en su beneficio personal, y causaron un serio daño al país. El Consejo, por lo tanto, ordena que [la comisión] investigue su desempeño y los proyectos que fueron aprobados o atribuidos por el gabinete.

La Comisión fue investida de potestad para confiscar las propiedades de las que fueran titulares los miembros del anterior gabinete y sus familiares y que pudieran haber sido adquiridas de forma ilícita.
Al mismo tiempo se dio a conocer por Europa Press que, según fuentes anónimas de la compañía aérea Thai Airways, el depuesto Thaskin, cuando organizó su gira internacional que empezaba con una visita a Finlandia días antes del golpe, pudo haberse llevado parte de su fortuna al extranjero en dos aviones que partieron de Bangkok los días 9 y 10 de septiembre con 114 maletas, arcones y bultos.
El 14 de agosto de 2007 se inició el primer proceso por corrupción contra elex primer ministro Thaksin y su esposa. Estuvieron presentes solo sus abogados, por lo que la Corte Suprema ordenó el arresto de Thaksin y su mujer que se encontraban en Londres desde el golpe de Estado de septiembre.
El 30 de mayo de 2007, la Corte Constitucional ordenó la disolución del partido político del depuesto primer ministro, el Thai Rak Thai, acusado de fraude electoral en las elecciones de abril de 2006. Junto a esta medida, se inhabilitó a los dirigentes de la formación para el ejercicio de cargo público.

### Depuración del ejército
El 1 de octubre, al mismo tiempo que se aprobaba la nueva Constitución y era nombrado el primer ministro, entró en vigor una completa remodelación de los mandos militares de las Fuerzas Armadas tailandesas, aprobada por el Consejo para la Reforma Democrática.
En total afectó a 612 jefes y oficiales, muchos de ellos cercanos al anterior primer ministro Thaksin o que se habían formado militarmente con él. Estos últimos fueron relegados a puestos inactivos. El más significativo fue el general Lertrat Ratanavanich, quien iba a ser ascendido a jefe de la Defensa con Thaksin, y que fue destinado a inspector general de la Defensa, un cargo ceremonial.
Fueron ascendidos jefes y oficiales que habían participado en el golpe de Estado de manera decisiva. El general Winai Phatthiyakul, secretario del Consejo militar, fue designado Secretario del Consejo de Seguridad Nacional; Boonsang Niampradit fue designado comandante supremo de las Reales Fuerzas Armadas de Tailandia; y el teniente general Viroj Buacharoon, que era consejero del Ejército, pasó a ocupar la Jefatura del Comando de la IV Región Militar, lugar donde operaba la guerrilla musulmana.

### Limitaciones políticas, censura de prensa y comunicaciones
La Junta acordó ampliar las limitaciones de las actividades políticas dictadas los primeros días después del golpe de Estado a las provincias y municipios. Las actividades de los partidos fueron restablecidas en julio de 2007. Las autoridades militares debieron reiterar «a los responsables de los medios de comunicación su obligación de cumplir las nuevas normas; la infracción puede ser el cierre». Se anunció el día 21 de septiembre que la Junta militar bloquearía la emisión de los canales de televisión y cortaría la señal a las radios que difundiesen «mala información y rumores». La censura se centró en los medios audiovisuales tailandeses e internacionales, como la BBC y la CNN, cuyas imágenes fueron bloqueadas en varias ocasiones desde el día 19 de septiembre.
El Ministerio de Información señaló que las restricciones alcanzaban a la difusión de mensajes SMS en televisión o llamadas en directo a la radio. Los webmaster fueron obligados a cerrar las páginas de Internet de contenido político durante doce días bajo la amenaza de una clausura permanente. Tras el bloqueo militar de los medios de comunicación, blogs como Bangkok Pundit narraron con detalle los acontecimientos que afectaban a todo el país. En Flickr varios usuarios colocaron fotografías con escenas de las horas anteriores y posteriores al golpe y en YouTube aparecieron algunos vídeos en los que se podían ver las calles de Bangkok tomadas por los militares.
Palanggoon Klaharn, portavoz de los golpistas, manifestó que se actuaría «preventivamente» contra la prensa extranjera que cubría la situación en Tailandia por la desinformación de los periodistas no tailandeses que insultaban a la monarquía del país, sin especificar cuáles eran esos insultos.
Aunque el 23 de septiembre las tropas recibieron la orden de mostrarse amables con la población, la Junta Militar decidió tres días después prohibir los bailes y espectáculos públicos cerca de donde se encontraban las unidades del ejército, después de que un reducido grupo de bailarinas con vestimenta militar realizasen una función en una plaza de Bangkok para entretener a los soldados.

## Gobierno interino

### Proceso de elección del primer ministro
La Junta militar se reunió durante los primeros días del golpe para proponer al rey un conjunto de posibles candidatos entre los que debería elegir el primer ministro de transición. Entre los posibles candidatos se encontraba el general Surayud Chulanont, miembro del Consejo Privado del Rey, el gobernador del Banco Nacional de Tailandia, Pridiyathorn Devakula, Supachai Panitchpakdi, ex director general de la Organización Mundial del Comercio y Secretario general de la UNCTAD, Charnchai Likhitchittha, el expresidente del Senado, Meechai Richuphand, y el presidente del Tribunal Supremo, Akkharathorn Chularat. No obstante el general Sonthi declaró el 26 de septiembre que «es necesario conservar el Consejo [Militar] a fin de que no haya carencias en el Ejecutivo» aunque se elija un nuevo primer ministro.
El primer ministro depuesto, Shinawatra, instó desde Londres a la convocatoria de elecciones generales cuanto antes: «esperamos que el nuevo régimen prepare sin demora nuevas elecciones generales y que preserve los principios de la democracia» y aseguró desconocer en los días previos al 19 de septiembre que se preparaba un golpe de Estado.
El 28 de septiembre, un portavoz de la Junta militar anunció que el Consejo para la Reforma Democrática había resuelto el nombramiento del primer ministro entre cinco candidatos, sin especificar ni al elegido ni entre quiénes. No obstante, se daba por seguro entre distintos medios que la propuesta recaería en Surayud Chulanont, militar retirado, miembro del Consejo Privado del Rey y que había llegado a ser Comandante Supremo del Ejército.

### Primer ministro y Gobierno

#### Designación del primer ministro

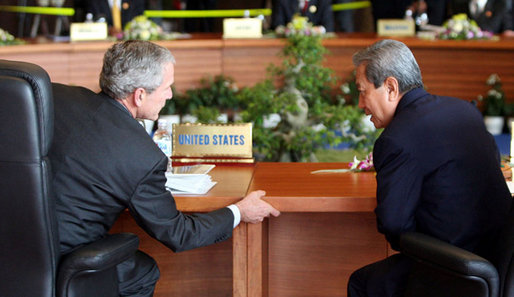
Surayud Chulanont y el presidente de los Estados Unidos, George W. Bush, en el Centro de Conferencias de Hanói, Vietnam, en la cumbre de la APEC de noviembre de 2006.

El 1 de octubre el Consejo para la Reforma Democrática comunicó oficialmente la elección del general Surayud Chulanont como nuevo primer ministro interino durante un año hasta que se celebrasen elecciones en octubre de 2007. El líder golpista, general Shonti, declaró:

El pasado día 28 fui a su casa y dediqué media hora para convencerlo de que acepte el cargo mientras el país se encuentra en crisis [...] El general ha recibido la confianza necesaria para convertirse en primer ministro, y el rey le ha elegido para administrar el país de ahora en adelante.

El general Chulanont, después de jurar su cargo primero ante el Consejo para la Reforma Democrática y luego ante el rey, manifestó con respecto al conflicto con los musulmanes en el sur que «los problemas políticos y en el sur del país son productos de la injusticia [...] Urjo a todos a que nos ayuden a resolver estos dos problemas». Expresó que las prioridades del nuevo gobierno serían «la solución de dos candentes asuntos: los problemas políticos y la violencia en el sur, para lo cual se requiere la cooperación de todos los sectores de la sociedad» y que el nuevo gabinete estaría definido en dos semanas.
El general Shonti, Presidente del Consejo de Seguridad Nacional —-sustituto del Consejo para la Reforma Democrática—, manifestó su satisfacción por el nombramiento del nuevo primer ministro y que «[éste] usará su juicio para escogerlos [(los ministros)]. Los miembros del futuro gabinete ministerial tendrán más conocimientos que nosotros sobre cómo administrar los asuntos del estado».
El 5 de octubre el primer ministro Chulanont manifestó su intención de establecer un contacto con los separatistas musulmanes del sur calificado «como diálogo, no negociación».
A primeros de octubre, Pridiyathorn Devakula, Presidente del Banco de Tailandia, manifestó haber recibido la propuesta de integrarse en el nuevo gobierno por parte de Chulanont y que había aceptado.

#### Composición y cambios en el Gobierno
El 9 de octubre, con la aprobación del rey, se formó el gobierno civil interino dirigido por el general Chulanont. Tras las remodelaciones del 18 de noviembre de 2006 y del 2 de febrero de 2007, el gabinete se amplió con tres viceministros y un ministro adjunto al primer ministro. El 28 de febrero de 2007 dimitió el vice primer ministro y ministro de Finanzas, Pridiyathorn Devakula, reemplazado por Paiboon Wattanasiritham como vice primer ministro. El nuevo ministro de Finanzas fue Chalongphob Sussangkarn. Prasit Kovilaikul renunció como ministro adjunto al primer ministro el 21 de mayo de 2007 y entre septiembre y octubre lo hicieron otros cinco ministros por considerar la Comisión Anticorrupción que estaban implicados en distintos casos bajo investigación: Sitthichai Pokai-udom (ministro de Información), Oranuch Osathanugroh (Viceministro de Comercio), Aree Wong-araya (ministro de Interior), Sawanit Kongsiri (Viceministro de Asuntos Exteriores) y Kasem Sanitwong Na Ayutthaya (ministro de Desarrollo y Recursos Naturales). Así, el general Surayud Chulanont asumió las funciones de ministro del Interior y Sonthi Boonyaratglin como vice primer ministro, pasando Kosit Panpiemras a ocupar el puesto de ministro de Información y Yongyuth Yuthawongse la cartera de Recursos Naturales. Al final del mandato el gabinete estaba formado por:
| Gobierno interino                                    |                                       |
| Primer ministro                                      | Surayud Chulanont                     |
| Vice primer ministro                                 | Sonthi Boonyaratglin                  |
| Segundo vice primer ministro                         | Paiboon Wattanasiritham               |
| Ministro de Industria e Información                  | Kosit Panpiemras                      |
| Viceministro de Industria                            | Piyabutr Cholvijarn                   |
| Ministro adjunto al primer ministro                  | Khunying Thipawadee Meksawan          |
| Segundo ministro adjunto al primer ministro          | Thirapat Serirangsan                  |
| Ministro de Asuntos Exteriores                       | Nitya Pibulsonggram                   |
| Ministro del Interior                                | Surayud Chulanont                     |
| Viceministro del Interior                            | Banyat Chansena                       |
| Ministro de Justicia                                 | Charnchai Likitjitta                  |
| Ministro de Transportes                              | Thira Haocharoen                      |
| Viceministro de Transportes                          | Sansern Wongcha-um                    |
| Ministro de Turismo y Deportes                       | Suvit Yodmani                         |
| Ministro de Desarrollo Social y Seguridad Humana     | Paibool Watanasiritham                |
| Viceministro de Desarrollo Social y Seguridad Humana | Poldej Pinprateep                     |
| Ministro de Agricultura y Cooperativas               | Thira Sutabutra                       |
| Viceministro de Agricultura y Cooperativas           | Rungruang Issararangkura Na Ayutthaya |
| Ministro de Energía                                  | Piyasvasti Amranand                   |
| Viceministro de Comercio                             | Oranuch Osathanugroh                  |
| Ministro de Desarrollo y Recursos Naturales          | Yongyuth Yuthawongse                  |
| Ministro de Trabajo                                  | Apai Chanthanajulaka                  |
| Ministro de Cultura                                  | Khunying Khaisri Sri-aroon            |
| Ministro de Ciencia y Tecnología                     | Yongyuth Yuthavong                    |
| Ministro de Educación                                | Wijit Srisa-arn                       |
| Viceministro de Educación                            | Varakorn Samkoset                     |
| Ministro de Salud Pública                            | Mongkol Na Songkhla                   |
| Viceministro de Salud Pública                        | Morakot Kornkasem                     |
| Ministro de Finanzas                                 | Chalongphob Sussangkarn               |
| Viceministro de Finanzas                             | Sommai Phasee                         |

### Desarrollo del mandato

#### Constitución provisional
La Junta Militar concluyó el 25 de septiembre el borrador del nuevo texto constitucional, que fue entregado al rey el 30 del mismo mes para su evaluación, examen y ratificación. La nueva norma sustituyó de facto la constitución de 1997, que fue abolida el mismo 19 de septiembre.
El Consejo para la Reforma Democrática anunció el 1 de octubre la entrada en vigor de la Constitución interina al tiempo que proponía a Chulanont para el cargo de primer ministro. El anuncio fue hecho a través de la televisión estatal después de que el rey Bhumibol Adulyadej hubo firmado las leyes fundamentales propuestas por la Junta Militar.
Los puntos esenciales del nuevo texto constitucional establecían que:
1. El Consejo para la Reforma Democrática se convierte en el Consejo de Seguridad Nacional con facultades para cesar al primer ministro o a alguno o todos los miembros del gabinete bajo las órdenes de su Presidente, el general Sonthi.
2. Se creará una Asamblea Nacional de 250 miembros elegidos por el Consejo Nacional de Seguridad y con la aprobación del rey. Ninguno de ellos podrá ser ministro.
3. Se nombrará un grupo de 35 personas encargadas de la redacción de un nuevo texto constitucional para octubre de 2007. Este grupo estará integrado por 10 expertos legales elegidos por el Consejo de Seguridad Nacional y 25 a propuesta de una Asamblea Popular de 2.000 miembros, elegida también por dicho Consejo.
4. Los partidos políticos tienen prohibida su participación en la elaboración del texto constitucional.
5. Todas las decisiones tomadas por el Consejo para la Reforma Democrática desde el golpe de Estado del 19 de septiembre permanecerán en vigor, incluyendo las restricciones a las libertades públicas, censura de prensa y demás.
6. La nueva norma garantiza la inmunidad de la Junta Militar por el golpe de Estado y las decisiones tomadas hasta la fecha.

#### Asamblea Nacional
Tal y como establecía la Constitución interina, el 12 de octubre de 2006 el rey aprobó la propuesta realizada por el Consejo de Seguridad Nacional con los 250 componentes de la nueva Asamblea Nacional que cumpliría las funciones de la antigua Cámara de Representantes y el Senado. La principal función, además de la legislativa, sería la elaboración y aprobación de una nueva Constitución, para lo cual se le señaló de plazo hasta octubre de 2007. Entre los miembros elegidos en la misma, solo figuraron cuatro representantes de los partidos políticos: Suri Pitsuwan del Partido Demócrata de Tailandia, Akkarapol Sorasuchart del Partido Mahachon, Pinij Jarusombat, antiguo miembro del Thai Rak Thai, y Kanchana Silapa-archa del Chart Thai.

#### Reacciones públicas ante el nuevo gobierno y la Constitución provisional

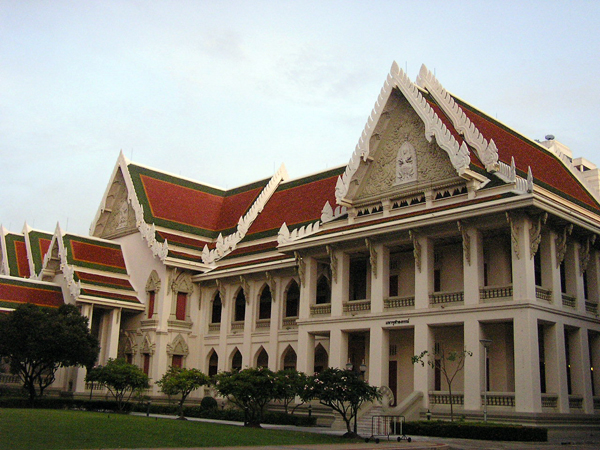
La Universidad de Chulalongkorn, uno de los bastiones desde donde se mostraron más críticos con el gobierno provisional.

El líder del Partido Demócrata de Tailandia, Abhisit Vejjajiva, manifestó su apoyo a Chulanont señalando que era una figura altamente respetada y que conocía su integridad. Por parte del Thai Rak Thai, en el gobierno hasta el golpe de Estado, Pimuk Simaroj, actuando como portavoz, manifestó: «[damos] nuestro apoyo moral para que nos pueda liderar hacia la normalización del país», añadiendo que lo consideraban un hombre hábil y capaz y que como partido le rogaban que sacase adelante la nación.
Por otro lado, Ji Ungpakorn, profesor de la universidad de Chulalongkorn y que fue uno de los activistas contra el golpe de Estado, fue crítico afirmando que la Junta militar había elegido «a uno de los suyos» como primer ministro, como cabeza de la dictadura militar.

#### Reacciones internacionales
- Estados Unidos: un portavoz del Departamento de Estado de los Estados Unidos manifestó que la Constitución interina se ajustaba a la protección de los derechos fundamentales y confiaba que se levantasen las restricciones a los mismos en breve plazo, añadiendo que «esperamos que el nuevo primer ministro, así como los miembros de su gabinete, trabajen con una amplia representación de la sociedad tailandesa para facilitar un rápido retorno a las reglas democráticas». El embajador de Estados Unidos en Tailandia se reunió con el primer ministro Chulanont para expresarle el deseo de su país de un pronto retorno a la democracia, manifestando después de la entrevista que Chulanont le había dicho que así se haría. El 3 de octubre un portavoz de la Casa Blanca indicó en rueda de prensa que la «imagen de Tailandia a los ojos dEl Mundoy las relaciones con EEUU se verán perjudicadas hasta que Tailandia vuelva a su lugar como un líder democrático en Asia», mostró su preocupación por los derechos fundamentales y reclamó «la protección clara y sin ambages de las libertades civiles por parte de las autoridades civiles y las militares, y un rápido retorno a las elecciones democráticas».[62][63]

- Nueva Zelanda: la primera ministra, Helen Clark, manifestó la preocupación de su gobierno por el nuevo gabinete tailandés, pidiendo a los nuevos gobernantes que «procedan sin demora a la restauración de la Constitución y que celebren elecciones justas y libres. ... Han sido reducidos derechos civiles y políticos muy básicos de libertad y expresión».

- Japón: desde el Ministerio de Asuntos Exteriores de Japón se manifestó preocupación y se exigió el restablecimiento del sistema democrático.

- Camboya: el gobierno de Camboya, a través de un portavoz, dijo que el gobierno «no acogía con agrado este asunto y deseaba una vuelta inmediata a la democracia sin derramamiento de sangre», esperando que la elección del primer ministro permanente se hiciera mediante procedimientos democráticos. Sin embargo el 5 de octubre el primer ministro de Camboya, Hun Sen, felicitó a Surayud Chulanont por su designación en un mensaje radiado: «hay un gobierno provisional en Tailandia. Tailandia ha establecido un nuevo gobierno. Ahora Tailandia tiene un nuevo primer ministro. Deseo buena suerte al nuevo primer ministro».[64]

- Filipinas: el ministro de la Presidencia, Eduardo Ermita, prefirió considerar el proceso en Tailandia como un «asunto interno».

- China: el Ministerio de Asuntos Exteriores fue el único que emitió un comunicado satisfactorio con la nueva situación política indicando que el gobierno «estaba feliz» y deseando armonía para la sociedad tailandesa y su economía.[65][66][67]

Durante un encuentro diplomático del gobierno con varias delegaciones en el país el 11 de octubre, la Unión Europea, a través del embajador de Finlandia, manifestó sus dudas ante el nuevo gabinete, aunque indicó que no se establecerían sanciones diplomáticas. Japón, en palabras de su embajador en Tailandia, manifestó que sería una buena medida del gobierno interino levantar la ley marcial que seguía vigente. En el mismo sentido se expresó el embajador de Camboya, aunque matizó que era un problema interno del país.

#### Oposición, procesos judiciales y preparativos electorales

##### Oposición y levantamiento parcial de las limitaciones políticas
El 15 de junio de 2007, una vez levantadas las prohibiciones que afectaban a las reuniones políticas, 20.000 seguidores del depuesto primer ministro, Thaksin Shinawatra, se concentraron en Bangkok, donde pudieron escuchar un video remitido por Thaksin desde el exilio en el que afirmó ser un perseguido político y criticó el bloqueo de cuentas que sufrían él y su familia. El acto fue convocado por la Alianza Democrática contra la Dictadura, afín al anterior régimen. El primer ministro, Surayud Chulanont, afirmó el día 16 de junio que Thaksin era bienvenido si decidía volver al país y que deseaban hablar con él.
La censura de actividades de los partidos políticos fue levantada en julio de 2007 por la Asamblea Legislativa por 149 votos a favor y cuatro en contra.

##### Procesos judiciales
En junio, la Corte Suprema señaló la primera acusación formal contra Thaksin y su esposa por ocultación de valores de la compañía OAI Property. También, tanto la Comisión Anticorrupción creada tras el golpe de Estado, como el Comité Auditor de Cuentas, inmovilizaron las cuentas bancarias de la familia de Thaksin hasta un importe de 66.800 millones de bat (unos 2.000 millones de dólares). Thaksin anunció que recurriría ante la justicia, al tiempo que, alegando razones de seguridad, no compareció en la citación que tenía el 26 de junio en Bangkok por operaciones ilícitas.
La Corte Suprema emitió el 14 de agosto de 2007 una orden de arresto contra elex primer ministro, Thaksin Shinawatra, y su esposa, en el primer día del juicio por el primer cargo de corrupción que se le formuló. Thaksin fue acusado de ayudar a su mujer, Pojaman, en la adquisición de unos terrenos a una agencia estatal a precios por debajo de los del mercado. En concreto pagó, según la acusación, 16,6 millones de euros por un terreno de cinco hectáreas ubicado en el centro de Bangkok. En total elex primer ministro tenía pendientes doce acusaciones formales de corrupción de la fiscalía, la más importante de ellas la de blanqueo de dinero a través de varias empresas en paraísos fiscales.

##### Proceso electoral
Sonthi Boonyaratklin anunció en julio de 2007 que era probable que las previstas elecciones de dicho año se demorasen hasta 2008 al tener que elaborar el nuevo texto constitucional y realizar los ajustes requeridos, aunque el primer ministro, Surayud Chulanont, reiteró que se celebrarían en 2007: «Dije anteriormente que las elecciones se celebrarán este año y mantengo mi palabra, que es lo más importante en mi vida».

#### Constitución de 2007

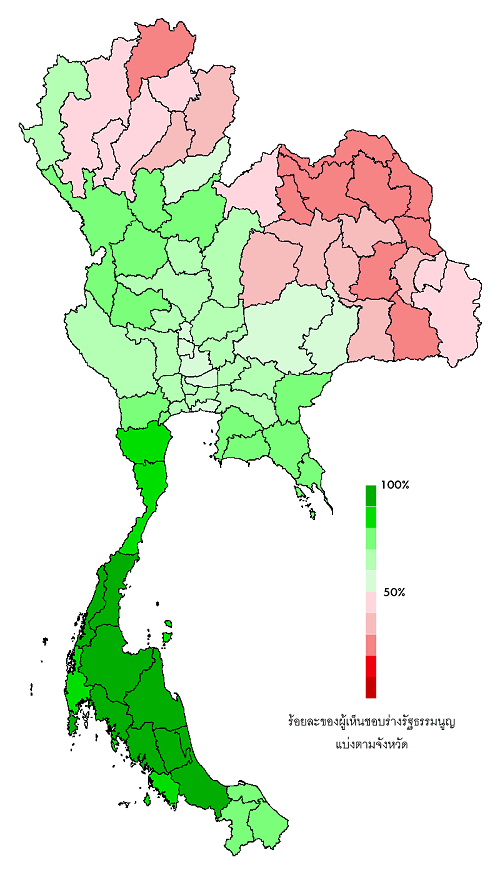
Resultados del referéndum constitucional. En verde, aquellas provincias de Tailandia en las que se obtuvieron más votos a favor; en rosa, las que arrojaron más votos en contra.

La Asamblea Popular de Parlamentarios, que debía elegir los redactores de la Constitución definitiva, estuvo compuesta por dos mil miembros y seleccionó 200 candidatos a proponer al Consejo Nacional de Seguridad. La elección fue criticada desde diversos sectores por la vinculación de los elegidos con la Junta militar. Fueron propuestos mediante un sistema corporativo: de entre todos, 74 eran empleados públicos, 34 académicos y 54 empresarios, gerentes o directivos, sin ninguna representación de sectores laborales o de clase media modesta. El Presidente de la Asamblea constituyente fue el rector de la Universidad de Thammasat, Noranit Setabutr.
Sobre un primer borrador de carácter provisional, la Junta militar seleccionó 100 miembros de los 200 propuestos, creando un Comité presidido por Prasong Soonsiri. El Comité aprobó el 5 de julio de 2007 el texto que habría de ser sometido a referéndum el 19 de agosto con 98 votos a favor y dos ausencias. Los 35 miembros redactores perfilaron finalmente el texto. Los resultados del referéndum fueron ajustados, votando a favor el 57,61% de los que acudieron a las urnas, con una oposición del 42,39%, y con grandes diferencias entre unas regiones y otras.
El texto aprobado eliminó la confesionalidad budista del Estado, redujo de 500 a 480 los miembros de la Cámara de Representantes, y de 200 a 150 los del Senado. En la Cámara Alta, la mitad de los senadores serían elegidos por magistrados, funcionarios electorales y grupos cívicos. Por lo demás, el proyecto limitó los poderes del primer ministro y estableció un sistema de vigilancia del comportamiento de los políticos. El resto de la norma fundamental mantuvo las previsiones básicas de la Constitución de 1997.

## Violencia
Entre el 31 de diciembre de 2006 y el 1 de enero de 2007 se sucedieron una serie de explosiones en Bangkok en ocho puntos distintos que causaron dos muertos y treinta y ocho heridos, nueve de los cuales eran extranjeros (cuatro húngaros, tres serbios y dos británicos). Las autoridades atribuyeron estos actos a la «élite derrocada» en el golpe de Estado, no directamente a miembros del gobierno, sino a todos aquellos que habían perdido poder.
No se mostraron evidencias que determinasen la autoría. Las primeras informaciones del propio gobierno interino apuntaron la posibilidad de que fueran miembros de la insurgencia del sur, en la región de Pattani, si bien Surayud Chulanont afirmó el 1 de enero que no parecía probable que los insurgentes se hubieran desplazado desde tan lejos para realizar las acciones, indicando que los servicios de inteligencia militar trabajaban bajo la sospecha de anteriores miembros de la clase dirigente, si bien no podían indicar con certeza que grupos estaban detrás «De la evidencia que hemos recogido, existe una ligera posibilidad de que está vinculada con la insurgencia sureña, pero es más probable que se halle vinculada con personas que han perdido sus beneficios políticos». En el mismo sentido se expresó el general Saprang Kalayanamitr. El 3 de enero el Consejo de Seguridad Nacional atribuyó la autoría a «militares renegados». Se indicó que «las evidencias y la información recabada por la Inteligencia prueban que fueron un trabajo sucio de soldados leales a los políticos que perdieron el poder y beneficios, con el objetivo de derrocar a este gobierno».
Las acusaciones contra personas y organizaciones vinculadas al anterior gobierno depuesto, que Thaksin Shinawatra y miembros del Thai Rak Thai habían negado, no se probaron y días después las autoridades se retractaron de las acusaciones contra el depuesto gobierno.
Surayud Chulanont indicó el 5 de enero que «la situación es ahora inquietante. Durante uno o dos meses puede haber caos, por lo que la población debe estar alerta». Esta situación se unió a los rumores sobre un posible golpe de Estado dada la división de las fuerzas armadas. El general Sonthi declaró que «necesitamos unidad en las Fuerzas Armadas. Creo que si hay una buena relación y buen espíritu no se producirá un golpe».

## Elecciones generales
Las elecciones tuvieron lugar el 23 de diciembre, de acuerdo con los planes del Consejo de Seguridad Nacional y el Gobierno. Obtuvo la victoria por mayoría relativa el Partido del Poder del Pueblo, con 232 escaños del total de 480 de la Cámara de Representantes. Su líder, Samak Sundaravej, vinculado políticamente al depuesto Thaksin Shinawatra, consiguió formar una coalición de gobierno y ser elegido primer ministro el 28 de enero de 2008, obteniendo en la investidura 310 votos favorables de la Cámara de Representantes.
Thaksin Shinawatra, depuesto por el golpe de Estado, anunció, tras conocer la victoria del Partido del Poder del Pueblo, su intención de regresar a Tailandia desde su exilio en el Reino Unido, aunque pesaban sobre él dos órdenes de búsqueda y captura por sendos casos de corrupción.
El líder golpista, Sonthi Boonyaratglin, que había dimitido como Presidente del Consejo de Seguridad Nacional, para poder dedicarse a la actividad política, en favor del Comandante de la Real Fuerza Aérea de Tailandia, Chalit Pookpasuk, reiteró su compromiso de aceptar los resultados electorales.

## Gobierno de Samak Sundaravej
El nuevo gobierno surgido de las elecciones estaba compuesto por una mayoría de partidarios del antiguo primer ministro Thaksin Shinawatra, presidido por Samak Sundaravej, y el Partido del Poder del Pueblo, mantuvo la estabilidad del primer gabinete hasta junio de 2008. 

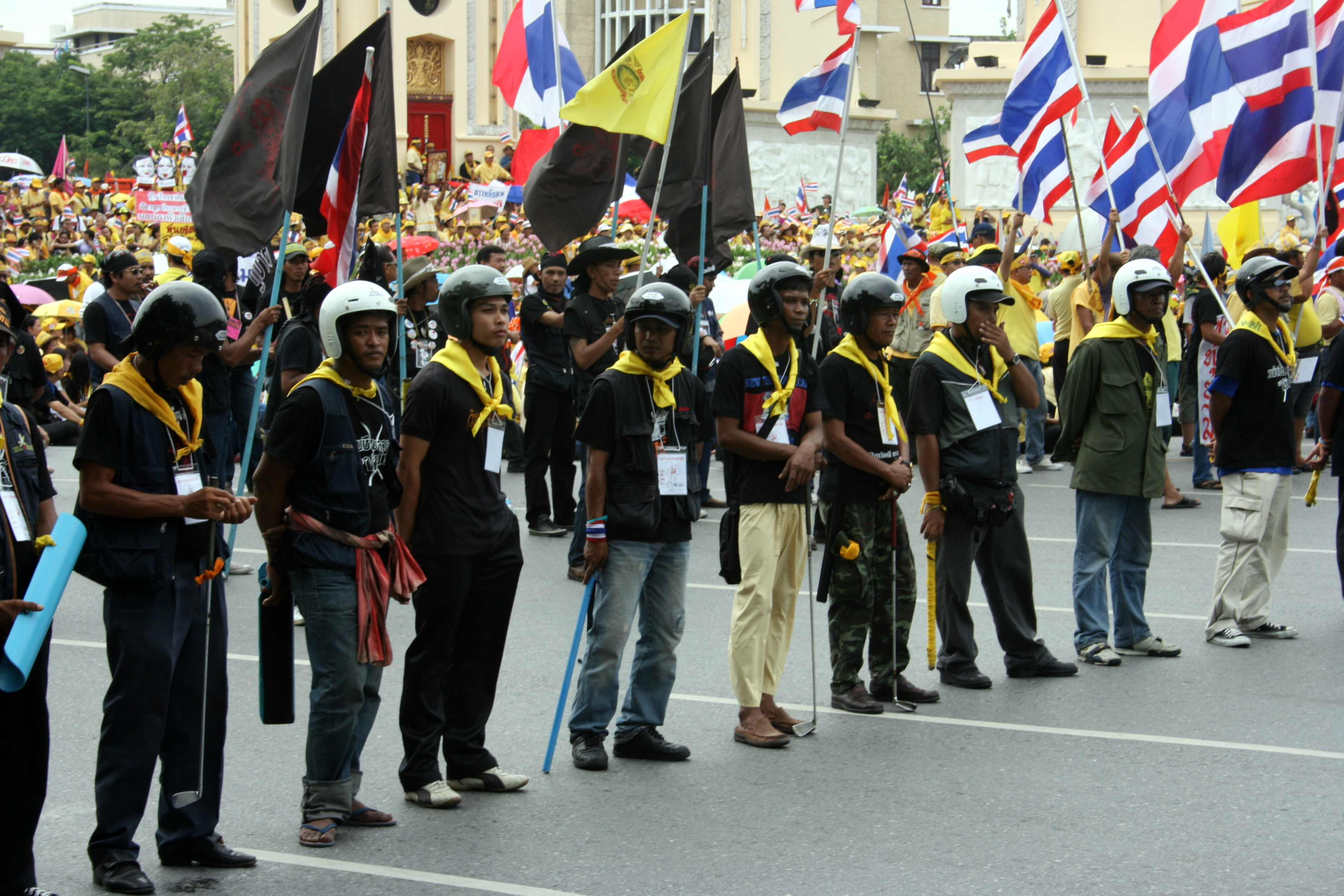
Protestas de militantes de la Alianza del Pueblo para la Democracia en Bangkok el 2 de agosto de 2008.

 El 27 de junio tuvo que enfrentarse a una moción de censura en la que el gobierno solo obtuvo 228 votos, 83 menos que en su investidura, pero que superó gracias a la ausencia de casi cuarenta parlamentarios.
No obstante, los escándalos que afectaron a varios miembros del gabinete y al Presidente de la Asamblea Nacional forzaron la dimisión de varios de ellos en julio de 2008. Las razones de la crisis de julio, además de las que afectaban a las dudosas actuaciones de algunos miembros del partido del gobierno, tuvieron su origen también y sobre todo en un antiguo conflicto fronterizo con Camboya. El Ministerio de Asuntos Exteriores firmó unos acuerdos con Camboya para zanjar el conflicto sobre el estatus del Templo Preah Vihear y que fuera declarado Patrimonio de la Humanidad, templo situado en la frontera entre ambos países y que el Tribunal Internacional de Justicia de La Haya declaró que se encontraba en territorio camboyano a pesar de la oposición tailandesa.
El ministro de Asuntos Exteriores tailandés, Noppadon Pattama, dimitió tras conocerse que firmó los acuerdos y la petición, con el apoyo de las autoridades camboyanas en la Unesco, para declarar el templo Patrimonio de la Humanidad, declaración efectuada por el organismo de la ONU el 7 de julio. El ministro y otros miembros de la administración fueron acusados ante los tribunales de violar los artículos 190 y 270 de la constitución.